# Мельник Володимир Григорович
Ме́льник Володи́мир Григо́рович (народився 21 червня 1972, Старокостянтинівський район) — старший прапорщик Збройних сил України.

## Бойовий шлях
Брав участь у визволенні міста Попасна в липні 2014-го, співдіючи із батальйоном «Донбас». Тоді передовий спостережний пункт на бронемашині зайняв блокпост оборону перед містом, в складі ПРП-4 були старший лейтенант Костянтин Чурсін, старший прапорщик Володимир Мельник, старший солдат Михайло Шмідт, старший солдат Віктор Бойко. Їхнім коригуванням гаубиці знищили всі укріплення терористів — крім вогневих точок у житлових будинках.
Піхотинці «Донбасу», потрапивши під перехресний вогонь з житлових будівель, залягли, з'явилися перші втрати. Артилеристи вирушили на допомогу. Бронебійно-розривна куля з протитанкової рушниці влучила в кришку відкритого люка бойової машини, важко поранено старшого солдата Віктора Бойка, однак він, втративши ліву руку та зазнавши численних осколкових поранень правої руки, продовжував вести вогонь. Вибуховою хвилею з броні машини на землю скинуло старшого лейтенанта Костянтина Чурсіна. Бійці «Донбасу» заходилися витягувати офіцера з численними пораненнями, однак, оговтавшись від контузії, військовик наздогнав свою бойову машину. На броні Чурсін наклав кровозупинний джгут та вколов знеболювальне пораненому, чим врятував підлеглому життя.
Старший сержант Михайло Шмідт, прикриваючи наступ штурмової роти, влучним вогнем з кулемета придушив вогневі точки противника. Механік-водій старший прапорщик Володимир Мельник, маневруючи бойовою машиною, не лише прикривав бронею піхоту спеціального батальйону — чим забезпечив евакуацію поранених із зони обстрілу противника — а й позбавив можливості влучити в вояків з гранатомета чи ПТКР.

## Нагороди
За особисту мужність і героїзм, виявлені у захисті державного суверенітету та територіальної цілісності України, вірність військовій присязі під час російсько-української війни нагороджений
- орденом За мужність III ступеня (22.1.2015).